# Jahnstadion Regensburg
Jahnstadion Regensburg (do 2019 Continental Arena) – stadion piłkarski w Ratyzbonie, w Niemczech. Został otwarty w 2015 roku. Może pomieścić 15 224 widzów. Swoje spotkania rozgrywają na nim piłkarze klubu SSV Jahn Regensburg.
Działka pod budowę nowego stadionu została zakupiona przez miasto w 2008 roku. Teren wybrano w południowej części miasta, przy węźle autostrady A3. Znajdowało się tam wówczas boisko użytkowane przez klub TSV Oberisling. W związku z budową nowej areny drużyna ta musiała się wyprowadzić, w zamian wybudowano jednak dla klubu nowe boisko (nieco na południowy zachód od poprzedniego, przy Lieperkingstraße), otwarte w 2015 roku. W 2011 roku ostatecznie podjęto decyzję o budowie nowego stadionu. W lipcu 2013 roku ruszyły wstępne prace mające przygotować teren pod przyszłą inwestycję. Właściwa budowa rozpoczęła się na początku 2014 roku. Obiekt był gotowy latem 2015 roku. Pierwszy mecz testowy rozegrano na nim 7 lipca 2015 roku, a drużyna gospodarzy, SSV Jahn Regensburg (do czasu otwarcia nowej areny występująca na Jahnstadion) przegrała w nim 1:2 z zespołem amatorów ze wschodniej Bawarii. Oficjalną grę inauguracyjną przeprowadzono jednak trzy dni później, gdy SSV Jahn zmierzył się w sparingu z FC Augsburg (1:3), a 16 lipca odbył się na obiekcie pierwszy mecz ligowy (SSV Jahn Regensburg – Viktoria Aschaffenburg 3:2). Uroczystości związane z otwarciem nowego stadionu miały miejsce w dniach 18–19 lipca 2015 roku. SSV Jahn rozgrywał swój pierwszy sezon na nowej arenie w Regionallidze, po tym jak spadł z 3. ligi w poprzednim sezonie. Jednak już w pierwszym sezonie rozgrywanym na nowym stadionie drużyna uzyskała awans i powróciła do 3. ligi, a rok później uzyskała kolejny awans, wchodząc do 2. ligi.
W listopadzie 2019 roku spółka Continental postanowił nie przedłużać z miastem umowy sponsorskiej do 2025 roku. Nową nazwę stadionu postanowiono wybrać w drodze głosowania internetowego. Do wyboru były dostępne cztery nazwy: Ostbayern Stadium, Jahnstadion Ostbayern, Jahnstadion Regensburg oraz Arena Regensburg. Około 78 procent osób biorących udział w głosowaniu wybrało nazwę Jahnstadion Regensburg. Nowa nazwa stadionu wywodzi się od stadionu Jahnstadion, na którym to SSV Jahn Regensburg rozgrywał swoje mecze przed budową nowego stadionu. Za prawa do nazwy oraz innych czynności marketingowych klub płaci miastu: 250 000 euro (2. Bundesliga), 125 000 euro (3. liga i niżej) oraz 500 000 euro (Bundesliga) za sezon. Umowa obowiązuje do 30 czerwca 2025 oraz zawiera ona możliwość przedłużenia jej o kolejne 5 lub 10 lat. 